# Enebakk
Enebakk és un municipi situat al comtat d'Akershus, Noruega. Té 10.870 habitants (2016) i té una superfície de 233 km². El centre administratiu del municipi és el poble de Kirkebygda.
El municipi es divideix en quatre àrees anomenades Flateby (codi postal 1911), Kirkebygda (codi postal 1912), i Ytre Enebakk (codi postal 1914). Està situat al sud del comtat d'Akershus.
El punt més alt d'Enebakk és la muntanya Vardåsen, situat entre els llacs Børtervann i Øyeren, a 374 metres sobre el nivell del mar.
Enebakk és a tan sols 30 quilòmetres dels límits de la ciutat d'Oslo, amb fàcil accés en bus a la capital del país. Des del 2004 no hi ha cap estació de tren activa al municipi.

## Ciutats agermanades
Enebakk manté una relació d'agermanament amb la següent localitat:
- - Hammarö, Comtat de Värmland, Suècia